# Radislav Krstić
Radislav Krstić (cirílico serbio: Радислав Крстић), nacido el 15 de febrero de 1948 en Vlasenica, Bosnia y Herzegovina (Yugoslavia) fue el jefe de Personal y comandante adjunto del Cuerpo del Drina del Ejército de la República Srpska (VRS) (el ejército serbio de Bosnia) desde octubre de 1994 hasta el 12 de julio de 1995. Fue ascendido al rango de general en junio de 1995 y asumió el mando del Cuerpo del Drina, el 13 de julio de 1995.
En 1998 Krstić fue acusado de crímenes de guerra por el Tribunal Penal Internacional para la ex Yugoslavia en La Haya en relación con la matanza de 8.100 hombres y niños bosnios el 11 de julio, de 1995, durante la masacre de Srebrenica, la mayor matanza en masa en Europa desde la Segunda Guerra Mundial. El 2 de agosto de 2001, Krstić se convirtió en el primer hombre declarado culpable de genocidio por el Tribunal, y fue condenado a 46 años de prisión. Fue la tercera persona en haber sido condenada en virtud de la Convención para la Prevención y la Sanción del Delito de Genocidio de 1948. Tras su apelación, la condena como ejecutor de genocidio fue anulada, pero la Corte de Apelaciones del tribunal confirmó la acusación como ayudante y colaborador en dicho delito, estableciendo su condena en 35 años de prisión.

## Carrera militar
En 1968, tras la finalización de sus estudios de enseñanza secundaria, comenzó su educación universitaria, para después inscribirse en la academia militar de Belgrado. Se graduó en 1972, tras lo cual se convirtió en oficial del Ejército Popular Yugoslavo (JNA).
Su primer destino fue la guarnición de Sarajevo, donde permaneció hasta 1981. Tras otro período en Belgrado, en 1986 fue enviado a Kosovo, donde ya empezaban los conflictos étnicos, como jefe de Estado Mayor de la Brigada Motorizada de Mitrovica.

## Guerra de Bosnia

### Adhesión al VRS
A mediados de 1992, después de proclamar Bosnia su independencia, Krstić decidió regresar, por haber nacido allí y considerse un ciudadano de Bosnia. En junio de 1992, con la guerra ya en marcha, regresó a Han Pijesak y se unió al Ejército de la República Srpska (VRS). Inmediatamente le fue asignado el rango de teniente coronel, como comandante de la 2.ª Brigada Motorizada Romanija, con sede en la guarnición de Sokolac, y compuesta por personal de etnia serbia.

### Intervención en la guerra
Los progresos obtenidos por la brigada, hicieron que Krstić promocionara con rapidez a coronel. Un hecho marcó decisivamente los acontecimientos para él: el día de la fiesta serbia (St Ilija), en agosto de 1993, el ejército bosnio (ARBiH) realizó una incursión tras sus líneas de defensa y arrasó varias aldeas serbobosnias, asesinando a la mayoría de sus habitantes.
El 15 de agosto, de 1994, fue nombrado jefe de Estado Mayor del Cuerpo del Drina, región militar que comprendía los enclaves musulmanes de Srebrenica y Žepa, denominados "áreas seguras" por la ONU y, en teoría, desmilitarizadas. A pesar de ello, los serbios informaron insistentemente de la existencia en estas áreas de divisiones del Ejército Bosnio que estaban recibiendo armas desde otros puntos, concretamente desde Tuzla, la 28.ª División de Montaña en el enclave de Srebrenica. Informado de los movimientos que esta división estaba realizando hacia posiciones del Cuerpo del Drina, en Milići, ordenó un bloqueo para evitar los suministros al enclave.
El 29 de diciembre de 1994, mientras realizaba una inspección de las fuerzas desplegadas en Kladanj, Krstić pisó una mina y resultó gravemente herido, lo que le ocasionó la amputación de su pierna derecha por debajo de la rodilla. Permaneció en Belgrado recuperándose hasta mediados de 1995 en que se reincorporó a su puesto oficial.
Al regresar a sus funciones oficiales, fue informado de que los suministros de armas entre Tuzla y las zonas protegidas por la ONU estaban aumentando, y el ejército bosnio estaba preparando una gran ofensiva en la zona, por lo que el Cuerpo del Drina inició los preparativos para una contraofensiva. El 15 de junio de 1995, las fuerzas del 2.º Cuerpo del Ejército de Bosnia y Herzegovina lanzaron ofensivas simultáneas contra la 1.ª Brigada Brčanska, la 1.ª Brigada de Infantería de Zvornik, y la 1.ª Brigada de Vlasenica a lo largo de los ejes Tuzla-Zvornik y Kladanj-Vlasenica. Ambas partes sufrieron grandes bajas, pero, después de cuatro días de lucha, el Cuerpo del Drina hizo importantes conquistas territoriales y rechazó a los bosnios a sus posiciones iniciales.
El 8 de marzo, el presidente de los serbios de Bosnia, Radovan Karadžić, ordenó (se cree que planificada por Krstić) una ofensiva con el fin de aislar completamente los enclaves de Srebrenica y Zepa. El objetivo operacional consistía en "un ataque por sorpresa, para separar y reducir el tamaño de los enclaves de Srebrenica y Žepa" (protegidos por fuerzas internacionales de UNPROFOR), cuyo objetivo era "mejorar la posición táctica de las fuerzas en la zona y crear las condiciones necesarias para la eliminación de los enclaves ".

### Srebrenica
El 9 de julio, en torno a las 17.00 horas, el general Ratko Mladić, comandante principal del VRS, llegó sin previo aviso al puesto de mando avanzado en Pribicevac, junto con otros altos mandos del VRS, para dirigir las operaciones. Mladić dio la orden por radio de no detenerse a la entrada de los enclaves y entrar en Srbrenica, relegando a Krstić al papel de observador. A pesar de las advertencias de la OTAN, los Lobos del Drina, del 1.º Batallón de la Brigada Zvornik fueron los primeros soldados del VRS en entrar en Srebrenica, el día 11 de julio. Después de que el área fue despejada y llegaron más fuerzas, Krstić y los otros generales partieron del puesto de mando para montarlo de nuevo en Srebrenica. Esa noche, Mladić puso a Krstić a cargo de fuerzas de infantería que por la mañana llevarían a cabo una marcha hacia Žepa para preparar las operaciones en esa ciudad.
Se sabe que Krstić visitó a los refugiados en Potočari, por las imágenes de televisión, pero no se conoce el alcance de su participación en la masacre de Srebrenica. El VRS separó a los varones adultos refugiados de los demás, que fueron transportados en autobuses a Kladanj. Los primeros fueron llevados en grupos a lugares aislados y ejecutados. Las cifras oficiales están en torno a los 8.000 asesinados y 2.000 desaparecidos. En una comunicación codificada que fue interceptada, y que fue utilizada como prueba en el juicio contra Krstić,el jefe de personal de seguridad del VRS le solicita asistencia para la eliminación de los retenidos. Krstić supuestamente se comprometió a facilitar hombres de la Brigada Bratunac para ayudar en las ejecuciones.

## Posguerra
El general Krstić fue relevado de sus funciones como comandante del Cuerpo el 21 de noviembre de 1995, y fue enviado a la Escuela de Defensa Nacional en Belgrado. Volvió a ser jefe de personal del VRS en septiembre de 1996, y fue nombrado jefe de inspección de combate del VRS y comandante del 5.º Cuerpo en abril de 1998.

## Acusación del TPIY
El 1 de noviembre de 1998 Radislav Krstić fue acusado por el Tribunal Penal Internacional para la ex Yugoslavia en La Haya, de los cargos de genocidio, complicidad para cometer genocidio, exterminio, dos cargos por asesinato, y persecución. El 27 de octubre de 1999, la acusación fue enmendada para incluir un cargo de deportación y otro de actos inhumanos.

## Detención y juicio
El 2 de diciembre de 1998, Krstić se dirigía con su vehículo a Banja Luka cuando, a la altura de Vršani, cerca de Bijeljina fue detenido en una operación conjunta del SAS y el SEAL organizada por SFOR. Inmediatamente fue trasladado a La Haya para su enjuiciamiento. Los gobiernos serbios, tanto el de Banja Luka, como el de Belgrado expresaron su indignación, e incluso Moscú protestó por la forma en que fue detenido Krstić, ya que tuvo lugar en una zona de Bosnia patrullada por el contingente ruso de SFOR, que no fue informado de la operación.
El juicio a Krstić comenzó cinco días después de su captura, el 7 de diciembre de 1998. La estrategia de su defensa fue de negación de responsabilidad. No negó que el VRS cometió crímenes de guerra, pero sí que él emitiera órdenes para cometer estas acciones. Alegó su ignorancia de estos hechos y otorgó la probable responsabilidad al general Mladić. Afirmó que él no participó en la planificación, organización o la orden de asesinato y deportación, pues estaba dirigiendo el ataque a Žepa mientras estas ejecuciones se llevaban a cabo. Incluso afirmó que no había conocido ni escuchado nada acerca de estas atrocidades hasta su propio juicio. El 2 de agosto de 2001 Krstić fue declarado culpable de todos los cargos y condenado a 46 años de prisión.
El 15 de agosto de 2001, la defensa presentó un escrito de apelación contra la sentencia del Tribunal de Primera Instancia, alegando que éste utilizó mal la definición legal de genocidio y cometió un error de aplicación de la definición en varias circunstancias del caso. El Tribunal de Apelación desestimó el recurso en lo que respecta a la definición legal de genocidio. En cuanto a errores de hecho, el Tribunal de Apelación, el 19 de abril de 2004 desestimó el recurso en algunas cuestiones, pero le aceptó en relación con otras. Se declaró a Krstić no culpable de genocidio, pero se afirmó su culpabilidad como colaborador del mismo y, por lo tanto, redefinió la pena y la estableció en 35 años de condena contados a partir de su detención.
El 20 de diciembre de 2004, Radislav Krstić fue trasladado a la prisión de alta seguridad de Wakefield, en el Reino Unido para cumplir el resto su condena.
El 7 de mayo de 2010, fue apuñalado allí por tres presos musulmanes, que le produjeron gravísimas heridas en el cuello. Tras este hecho, las autoridades de Serbia solicitaron al tribunal que Krstić cumpliera el resto de su condena en una prisión serbia. Fue transferido de nuevo a Países Bajos, y posteriormente a la prisión de Piotrków Trybunalski (Polonia) el 20 de marzo de 2014.